# عجمان (حديبو)

تعديل مصدري - تعديل

عجمان هي إحدى قرى مديرية حديبو التابعة لمحافظة سقطرى، بلغ تعداد سكانها 57 نسمة حسب تعداد اليمن لعام 2004.